# Chusta (wojsko)
Chusta – w wojsku żołnierze przygotowujący się do zakończenia służby zasadniczej robili sobie sami, bądź zlecali komuś (na przykład „kotu” mającemu uzdolnienia plastyczne) chustę. Była wykonana najczęściej z prześcieradła.
W miejscu centralnym zamieszczało się zazwyczaj jakiś efektowny rysunek na przykład „Conana Wojownika”, roznegliżowaną kobietę i tym podobne. Pomysłów było wiele i zależały od gustów przyszłych właścicieli. Zamieszczało się też różne symbole związane ze służbą, jednostką i z „falą”. Każdy pobór – czyli grupa, która zaczęła służbę w tym samym czasie – miała chusty w „swoich” kolorach: 
- zimowy – biało-niebieskie,
- wiosenny – żółto-zielone,
- letni – żółto-niebieskie,
- jesienny – żółto-czerwone.

Początkowo chusty wykonywane były z łatwo dostępnych chust trójkątnych (opatrunkowych) lub podobnej wielkości fragmentów tkanin różnego pochodzenia (na przykład prześcieradeł). Chusty takie miały zwykle wymiary nie większe niż 100 × 100 × 130 centymetrów, i noszone były podobnie jak chusty harcerskie, zawiązane na szyi, z częścią z głównym emblematem na plecach. Z biegiem lat chusty zwiększały swe rozmiary, co zmieniło także sposób ich noszenia. Duże współczesne chusty rezerwisty noszone są jak peleryna lub tałes. Brzegi chusty często dekorowało się rozczesanymi frędzlami (takimi, jak przy starych narzutach na kanapy), a na rogach umieszczało się pompony.
Przez długi okres noszenie chust było powodem zatrzymywania żołnierzy zwalnianych do rezerwy przez patrole Wojskowej Służby Wewnętrznej (WSW). W ostatnich latach w wielu jednostkach czy formacjach tradycję chust „legalizowało” się poprzez wręczanie odchodzącym do rezerwy pamiątkowych prezentów świadczących o odbytej służbie, na przykład emblematy jednostek lub przedmioty z tymi emblematami.